# 长芒杜英
长芒杜英（学名：Elaeocarpus apiculatus）为杜英科杜英属下的一个种。

## 扩展阅读
- 維基物種上的相關：长芒杜英